# Canossa (Emilia-Romagna)

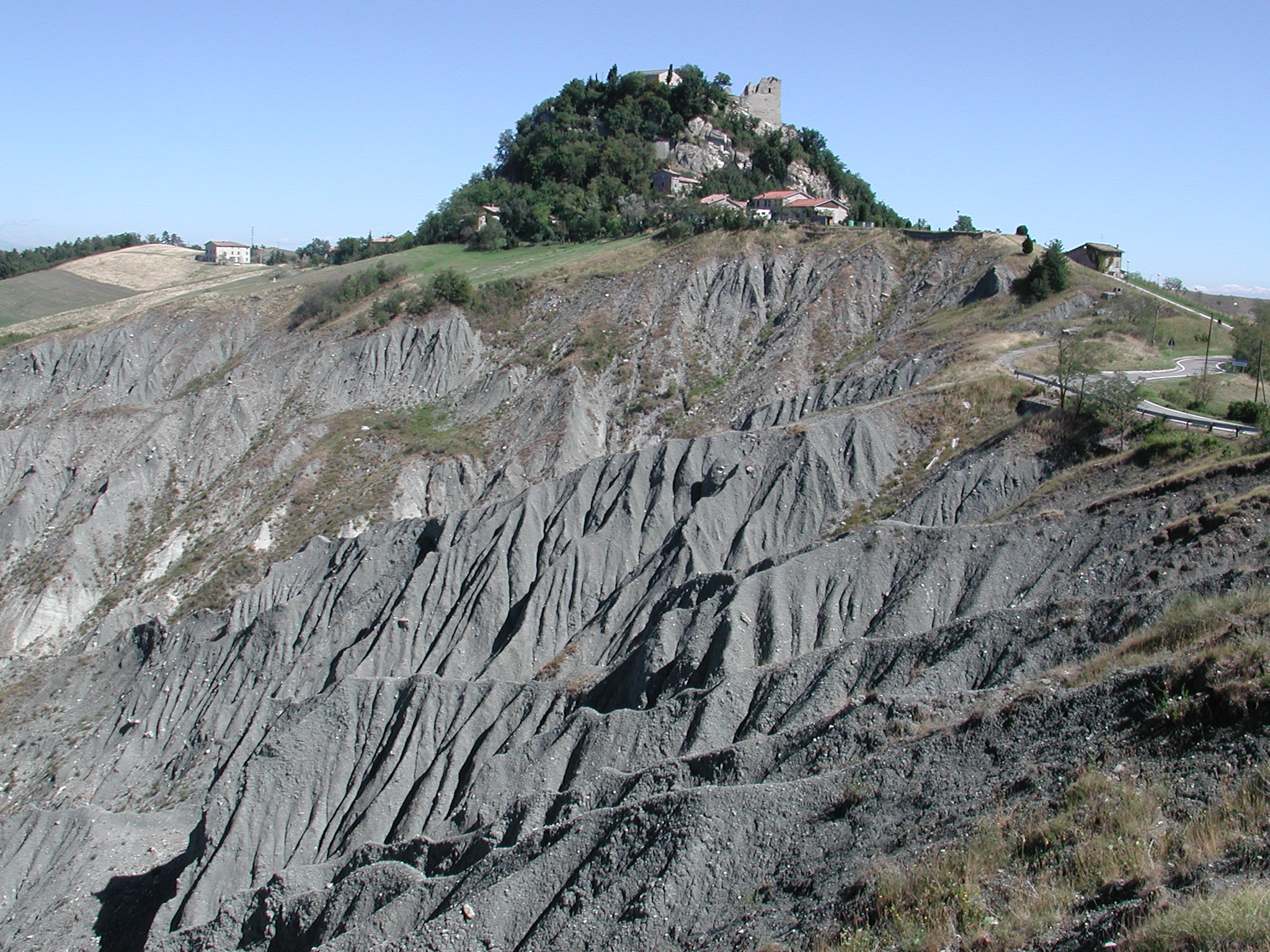
Der Berg von Canossa mit der Burg

Canossa ist eine italienische Gemeinde (comune) mit 3759 Einwohnern (Stand 31. Dezember 2023) in der Provinz Reggio Emilia in der Emilia-Romagna. Die Gemeinde liegt etwa 20 Kilometer südwestlich von Reggio nell’Emilia an der Enza im oberen Apennin. Der Name der Gemeinde rührt von der hoch liegenden gleichnamigen Burg. Der Hauptort und Verwaltungssitz ist Ciano d'Enza. Die Gemeinde Canossa grenzt unmittelbar an die Provinz Parma. Canossa gehört zur Comunità montana dell'Appennino Reggiano .

## Geschichte
Im Gemeindegebiet liegt die frühere Siedlung Luceria, die ligurisch-etruskischen Ursprungs war und vermutlich bis ins frühe Mittelalter bestand.
Die Geschichte der Gemeinde ist weiterhin eng verbunden mit der mittelalterlichen Burganlage. Diese wurde durch den Sohn des Langobarden Siegfried (des Begründers der Familie von Canossa), Adalbert Atto, in der ersten Hälfte des 10. Jahrhunderts gebaut. Hier residierte die Markgräfin Mathilde von Canossa. 1077 zog König Heinrich IV. als Büßer von Speyer nach Canossa, wo sich der Papst zu dieser Zeit aufhielt (der sog. Gang nach Canossa).

## Persönlichkeiten
Die Dynastie der Familie Canossa beginnt mit dem Langobarden Sigifredus Anfang des 10. Jahrhunderts, der ursprünglich aus Lucca kam.
- Magdalena Gabriela von Canossa (1774–1835), Ordensfrau, Ordensgründerin und Heilige, gründete die Canossianerinnen

## Verkehr
An der Gemeinde führt östlich die Strada Statale 63 del Valico del Cerreto. Der Endbahnhof der Strecke Reggio Emilia-Ciano d'Enza liegt im Ortsteil Ciano.